# Donald MacLaren
Donald Roderick MacLaren (ur. 28 maja 1893 w Ottawie, zm. 4 lipca 1988 w Burnaby) – kanadyjski pilot myśliwski, jeden z najlepszych asów myśliwskich okresu I wojny światowej. Autor 54 zwycięstw powietrznych należący do grona „Balloon Busters”.

## Życiorys
W 1917 roku wstąpił do Królewskiego Korpusu Lotniczego, gdzie przeszedł podstawowe przeszkolenie lotnicze. W listopadzie 1917 trafił do Francji, gdzie został przydzielony do 46 Dywizjonu Powietrznego. Pierwsze zwycięstwo powietrzne osiągnął w lutym 1918 posyłając na ziemię niemieckiego myśliwca. Podczas służby latał na Sopwith Camelu i miał znaczny udział w sukcesach alianckich sił powietrznych w ostatnich miesiącach wojny. W październiku 1918 złamał nogę i już nie zdążył powrócić do służby. Zestrzelił 54 nieprzyjacielskich maszyn w tym 6 balonów obserwacyjnych, co pod względem liczby zwycięstw daje mu trzecie miejsce wśród Kanadyjczyków (po Williamie Bishopie i Raymondzie Collishaw). Wielokrotnie odznaczany m.in. Legią Honorową, Distinguished Service Order, Distinguished Flying Cross (Wielka Brytania), Krzyż Wojenny i Military Cross.
Po zakończeniu wojny aktywnie pomagał tworzyć Kanadyjskie Siły Powietrzne.